# 箭豬棗
箭豬棗，又名豪豬棗，屬於一種動物性中药，是草食動物豪豬因長期進食山草、植物、草藥而致身體內形成的結石。箭豬棗入藥起緣自東南亞，特別是馬來西亞。根據澳門東方基金會資助的研究指出：早在明末清初的16世紀開始，就已有箭豬棗的貿易在進行。
然而，東南亞土著「採集」箭豬棗的方式惹起動物權益關注人士的關注，特別是當他們到了東南亞以外地區以同樣殘酷的手法去獲取箭豬棗。